# Hélie de Sainte-Hermine
Ne doit pas être confondu avec Hélie-François de Sainte-Hermine.
Hélie de Saint-Hermine est un homme politique français né le 22 janvier 1809 à Niort (Deux-Sèvres) et décédé le 19 novembre 1870 à La Roche-sur-Yon (Vendée).

## Biographie
Il appartient à la famille de Sainte-Hermine, issus de noblesse saintongeaise. Neveu d'Emmanuel de Sainte-Hermine, ancien député, il est conseiller de préfecture puis secrétaire général de la préfecture de la Vendée de 1835 à 1852, puis préfet du Finistère pendant quelques mois. Conseiller général, il est député de la Vendée de 1852 à 1869, siégeant dans la majorité soutenant le Second Empire.

## Sources
- « Hélie de Sainte-Hermine », dans Adolphe Robert et Gaston Cougny, Dictionnaire des parlementaires français, Edgar Bourloton, 1889-1891 [détail de l’édition]